# Železov(II) sulfat
Železov(II) sulfat, fero sulfat ali zelena galica je kemijska spojina s formulo FeSO4. Spojina se najpogosteje pojavlja kot modrozeleni heptahidrat FeSO4·7H2O.

## Hidrati
Železov(II) sulfat se pojavlja v različnih stopnjah hidratizacije. Nekateri hidrati obstajajo tudi v naravi. 
- FeSO4·H2O (szomolnokit, relativno redek)
- FeSO4·4H2O (rozenit, bel, relativno pogost, lahko je produkt dehidratacije melanterita)
- FeSO4·5H2O (siderotil, relativno redek)
- FeSO4·6H2O (feroheksandrit, relativno redek)
- FeSO4·7H2O (melanterit, moder, relativno pogost)

Heptahidrat pri 90 °C izgubi vodo in se pretvori v brezbarvni monohidrat. Nahajališča vseh omenjenih mineralov so povezana z oksidacijskimi conami ležišč železovih rud, na primer pirita (FeS2), markasita (FeS2) in halkopirita (CuFeS2) in drugimi podobnimi okolji, na primer s požarišči premoga. Mnogi minerali so podvrženi hitri dehidrataciji, včasih tudi oksidaciji.

## Proizvodnja
Jeklene plošče in profili se pred galvaniziranjem ali premazovanjem obdelajo s koncentrirano žveplovo kislino. Stranski produkt tehnološkega procesa so velike količine žveplovega(II) sulfata:
Fe + H2SO4  →  FeSO4 + H2
Drug velik vir je proizvodnja titanovega dioksida iz ilmenita (FeTiO3) po sulfatnem postopku. Fero sulfat se komercialno proizvaja tudi z oksidacijo pirita:
2 FeS2 + 7 O2 + 2 H2O → 2 FeSO4 + 2 H2SO4

## Reakcije
Železov(II) sulfat pri segrevanju najprej izgubi kristalno vodo in zeleni kristali se spremenijo v umazano rumen anhidrid. Pri nadaljnjem segrevanju začne anhidrid pri približno 480 °C razpadati na žveplov dioksid in rumeno obarvani žveplov trioksid, ostanek pa je rdečerjavi železov(III) oksid: 
2 FeSO4  →  Fe2O3 + SO2 + SO3
Železov(II) sulfat je reducent, tako kot vse železove(II) soli. Dušikovo kislino, na primer, reducira v dušikov oksid, klor pa v kloridni ion: 
6 Fe2+ + 6 H+ + 2 HNO3 → 6 Fe3+ + 4 H2O + 2 NO
2 Fe2+ + Cl2  →  2 Fe3+ + 2 Cl−

## Uporaba
Železov sulfat je pomembna industrijska surovina za druge železove spojine. Kot reducent se uporablja predvsem za redukcijo kromatov v cementu. 

### Prehranski dodatek
Železov sulfat se poleg drugih železovih spojin dodaja hrani anemičnih bolnikov, ki jim primanjkuje železa. V 18. in 19. stoletju so z njim vsevprek nestrokovno zdravili sužnje. Pogost neprijeten stranski učinek oralnega uživanja železovih spojin je zaprtje. 

### Barvilo
Železov sulfat se je uporabljal sa pripravo črnil, med katerimi je najbolj znano železovo galovo črnilo, ki se je uporabljalo od srednjega veka do konca 18. stoletja. Uporabljal se je tudi kot reducent pri  barvanju volne. 
V Angliji so v 18. stoletju razvili dva postopka za direktno barvanje z indigom. Oba postopka sta se uporabljala vse do 19. stoletja. Eden od postopkov, imenovan kitajsko modro, je vključeval železov sulfat. Po tem postopku se je netopna oblika indiga odtisnila na tkanino, potem pa se je barvilo v nekaj zaporednih kopelih železovega sulfata reduciralo v vodotopno levko obliko, med dvema zaporednima kopelma pa se je na zraku ponovno oksidiralo v netopno obliko. Postopek je dajal jasne odtise, z njim pa se ni dalo doseči tako temnih tonov kot pri drugih postopkih. 
Železov sulfat se uporablja tudi za barvanje betona in nekaterih vrst apnenca in peščenjaka v rumeno rjaste barve.
Mizarji in tesarji uporabljajo raztopino železovega sulfata za barvanje javorjevega lesa v srebrnkaste tone.

### Drugo
V vrtnarstvu in vinogradništvu se uporablja za odpravljanje kloroze, ki je posledica pomanjkanja železa v zemlji.
V drugi polovici 19. stoletja se je uporabljal kot razvijalec v fotografiji na mokrih kolodijskih ploščah.
Železov sulfat se včasih dodaja v hladilno vodo, ki teče skozi medeninaste ali bronaste cevi turbinskih kondenzatorjev, tako da se na notranjih stenah cevi tvori korozijsko obstojen zaščitni sloj. 
Včasih se je uporabljal tudi za čiščenje vode s flokulacijo in za odstranjevanje fosfatov iz komunalnih in industrijskid odplak v čistilnih napravah, s čimer se prepreči cvetenje površinskih voda. Včasih se je kot vodna raztopina ali kot komponenta  vodotopnih zaščitnih premazov uporabljal tudi za zunanjo zaščito lesenih zgradb.